# Allée couverte von Trébiguet
 Die Allée couverte von Trébiguet (auch Trébiguet-Garet oder Landier du Pont genannt) liegt an einem Hang mit Blick auf den Fluss La Claie, in Trébiguet, nordwestlich von Bohal, südlich von Ploemel im Département Morbihan in der Bretagne in Frankreich.
Das Galeriegrab ist bei einer Flurbereinigung stark beschädigt worden. Der Hügel ist teilweise erhalten. Bei einer Länge von etwa 8,0 m hat es noch einen Tragstein auf der Nord- und fünf oder sechs an der Südseite. Die Nordwest-Südost-orientierte Kammer scheint etwa 1,2 m breit gewesen zu sein. Zwei Deckenplatten wurden zum Teil von Steinschlägern beschnitten. Auf der Westseite steht senkrecht zu den Stützen ein Endstein. Der nordwestliche Sektor wird durch eine alte Straße und der östliche durch einen Steinbruch abgeschnitten. Die äußere Struktur scheint im Süden noch vorhanden zu sein.